# Écomusée de Chaponnay
L'écomusée de Chaponnay est un écomusée basé à Chaponnay en France. Il a ouvert ses portes en 2018, créé et imaginé par une association locale du patrimoine. En mai 2020, il est entièrement détruit par un incendie.

## Histoire
Le musée ouvre en 2018.
Lors des Journées européennes du patrimoine en 2019, le musée ouvre ses portes gratuitement,.
Le 20 mai 2020, le musée est entièrement détruit par un incendie,.
La collection comprenait une classe d'école reconstituée, le mécanisme de l'horloge de l'église du village, des chapeaux, de vieux postes radios et des anciennes machines. On estime à 1 000 objets au total composant la collection, la plupart détruits par l'incendie en 2020.